# Georges Métivier
Pour les articles homonymes, voir Métivier.
Georges Carey Métivier, né rue de la Fontaine, Saint-Pierre-Port (Guernesey), le 28 ou 29 janvier 1790 et mort le 23 mars 1881 à Saint-Martin (Guernesey), est un poète guernesiais. 
Son grand-père, d’une famille protestante bordelaise, à la suite de la révocation de l'édit de Nantes se réfugie à Dordrecht où il était pasteur pendant quelque temps, après quoi il obtient la cure de la paroisse du Câtel à Guernesey (d’où vient Un Câtelain, le nom de plume de l’auteur).
Georges passe une partie de sa jeunesse en Angleterre où il se prépare une carrière de docteur en médecine, mais il renonce ses études afin de se dévouer à la philologie et à la littérature.
À partir de 1813, ses vers en guernesiais et en français sont publiés dans les journaux de Guernesey. Un livre, Rimes Guernesiaises, est publié en 1831. 
Il entreprend une traduction de l’évangile selon Matthieu pour le prince Louis Lucien Bonaparte qui est venu aux îles de la Manche en 1862 afin d’étudier les variétés insulaires de langue normande : Le Saint évangile selon St. Matthieu traduit en normand de Guernesey d'après une version de Lemaistre de Sacy, Londres, 1863.
Sa Philosophie en proverbes (1851), traduction française de la Proverbial Philosophy de Martin Farquhar Tupper, remporte un grand succès. Un livre de vers, Fantaisies Guernesiaises, parait en 1866.
Son Dictionnaire Franco-Normand (1870) est le premier dictionnaire du normand insulaire. Son orthographe (modifiée depuis) devient standard pour l'écriture guernesiaise, et a influencé les travaux de Fernand Lechanteur dans la standardisation de l'orthographe du normand continental.
Un long ouvrage en prose, La Fontaine de S. George, reste inachevé, ainsi que ses Souvenirs Historiques de Guernesey et des autres îles de la Manche.
Un ouvrage posthume, Poésies guernesiaises et françaises, est publié en 1883. George Métivier est connu comme « poète national de Guernesey » et « le Burns guernesiais » pendant sa vie.
Malgré l’anglicisation de Guernesey, l’œuvre de Métivier reste une inspiration à Guernesey ainsi qu'en Normandie continentale. Des paroles de Georges Métivier ont été mises en musique aux XXe et XXIe siècles, en particulier par l'association Magène (titres mis en musique : "Men rouet, mon Dou, coume il allait ! - M'n enterrement - Le prinseus - Dauns les orges de Sant-German).